# Mont Ventoux Dénivelé Challenges
La Mont Ventoux Dénivelé Challenges è una corsa in linea di ciclismo su strada, adatta agli scalatori, che si conclude sul Mont Ventoux, in Francia. È dedicata a Tom Simpson, deceduto durante l'ascesa della salita nel Tour de France 1967.

## Albo d'oro
Aggiornato all'edizione 2023.
| Anno | Vincitore          | Secondo         | Terzo            |
| ---- | ------------------ | --------------- | ---------------- |
| 2019 | Jesús Herrada      | Romain Bardet   | Rein Taaramäe    |
| 2020 | Aleksandr Vlasov   | Richie Porte    | Guillaume Martin |
| 2021 | Miguel Ángel López | Óscar Rodríguez | Enric Mas        |
| 2022 | Ruben Guerreiro    | Esteban Chaves  | Michael Storer   |
| 2023 | Lenny Martinez     | Michael Woods   | Simon Carr       |